# Love (Angels & Airwaves)
LOVE è il terzo album del gruppo alternative rock Angels & Airwaves. L'album è stato pubblicato gratis via internet il 12 febbraio 2010 sul sito di FuelTV. Sempre disponibile come gratis download, LOVE fu reso disponibile anche sul sito della band il giorno di san Valentino.
Assieme all'album la band, con l'aiuto del regista William Eubank, ne ha realizzato un film omonimo, presentato in anteprima il 2 febbraio 2011 al Santa Barbara International Film Festival.
Per promuovere l'album, la band ha firmato contratti con varie corporazioni e siti; il disco può infatti essere scaricato da svariati siti web che lo hanno pubblicizzato quali ad esempio Facebook e ONE.org.
L'intero album può essere ascoltato sul MySpace della band.
Il primo singolo dell'album è Hallucinations, disponibile gratuitamente dal 24 dicembre 2009 sul sito ufficiale della band.

## Il disco

### Realizzazione
La band entrò negli studi per iniziare la produzione dell'album nel gennaio 2009, dopo aver finito il tour in supporto dei Weezer nell'autunno 2008.
La produzione dell'album andò rallentando quando DeLonge andò in tour con i blink-182, riunitisi durante la cerimonia dei Grammy Awards 2009, anche se una volta terminato si concentrò di nuovo sugli Angels & Airwaves.
A maggio 2009, egli stesso annunciò che l'album sarà pubblicato il giorno di Natale, uscita che verrà rimandata a san Valentino 2010. Afferma anche che sarà successivamente disponibile anche nei negozi, cosa non ancora avvenuta.
Nel luglio 2009 la band pubblicò sul sito ufficiale un Teaser che dà ai fan un primo assaggio del nuovo album "Love". Il trailer si compone da diverse scene tratte dal film, scandite dalla preview di una nuova canzone.
Il trailer termina con la comparsa del nuovo logo della band, che riprende molto dallo Stemma della Massoneria, sul quale è presente la scritta in latino "ET DUCIT MUNDUM PER LUCE", che tradotto in italiano sta per "E guida il mondo con la luce".
Venerdì 30 ottobre 2009 il trailer ufficiale del film è stato pubblicato nella sezione dedicata ai trailer sul sito della Apple.
LOVE è stato nominato da Alternative Press come uno degli album più attesi del 2010.

### Il film
Il 13 luglio 2010 sempre Tom DeLonge si rivolge ai fans tramite Modlife affermando che il film è quasi pronto e uscirà in primavera 2011 assieme LOVE Part 2, notizia che ha creato subito confusione tra i fan in quanto ancora non è chiaro se LOVE 2 sarà un vero e proprio album di inediti oppure LOVE aggiunto di musiche e contenuti extra per accompagnare l'uscita del film. Il film è stato poi completato e distribuito nei festival cinematografici a partire dal febbraio 2011.

## Tour
Le date del LOVE Tour sono state annunciate dalla band pochi giorni dopo l'uscita dell'album. La band si è imbarcata in 42 città di tutto il Nord America accompagnati dai Say Anything come gruppo di supporto.
Inoltre Tom DeLonge ha affermato che questo sarà l'ultimo tour per la band in location di ridotte dimensioni quali club e palazzetti, e che, una volta uscito il film collegato all'album la band si accingerà ad andare di nuovo in tour, questa volta in luoghi più capienti quali le arene.

## Tracce
1. Et Ducit Mundum Per Luce – 2:34
2. The Flight of Apollo – 6:15
3. Young London – 5:04
4. Shove – 6:35
5. Epic Holiday – 4:38
6. Hallucinations – 4:39
7. The Moon-Atomic (...Fragments and Fictions) – 6:17
8. Clever Love – 4:27
9. Soul Survivor (...2012) – 4:04
10. Letters to God, Part II – 4:06
11. Some Origins of Fire – 5:20

Tracce bonus
1. Hallucinations (Mark Hoppus remix) – 4:42

## Formazione
- Tom DeLonge – voce, chitarra
- David Kennedy – chitarra
- Matt Wachter – basso
- Atom Willard – batteria